# Sabadillättika

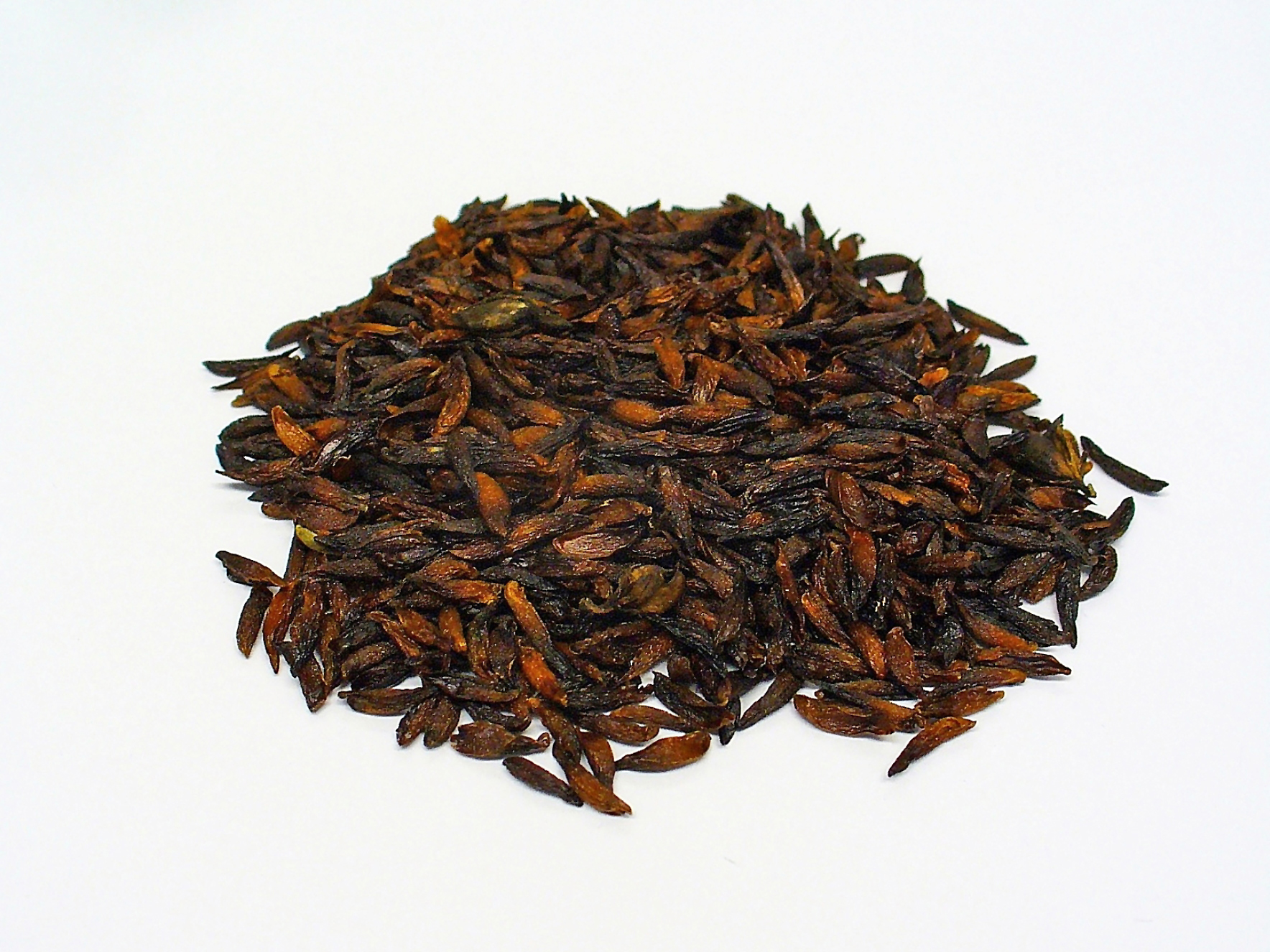
Sabadillfrön, som sabadillättika framställs av.

Sabadillättika (Acetum Sabadillae) eller lusättika är ett äldre läkemedel mot löss, framför allt huvudlöss. Lusättikan är en klar, brun vätska.
De aktiva substanserna i sabadillättika är flera olika alkaloider från växten sabadill (Schoenocaulon officinale), en växt i sabadillsläktet. Alkaloidblandningen, som bland annat innehåller veratridin, kallas även veratrin.
Även andra beredningsformer av sabadill förekom, men sabadillättikan var den vanligaste.

## Framställning och användning
Sabadillättika framställs av sabadillfrö (Semina Sabadillae), frön av Schoenocaulon officinale, genom att fröna extraheras med en utspädd blandning av ättiksyra och etanol. Ett representativt recept är 5 delar sönderstötta sabadillfrön, 5 delar sprit, 9 delar utspädd ättiksyra och 36 delar vatten, som får stå i en vecka, varefter fröresterna avlägsnas. Frön importerades från Mexiko och Venezuela.
Det var nödvändigt att vara försiktig vid användning av sabadillättika, särskilt vid förekomst av hudskador eller sår i huden, dels eftersom preparatet är starkt irriterande, dels eftersom veratrin kan tas upp genom sår och orsaka förgiftning.

## Historik
Användningen av sabadill som lusmedel finns belagd tillbaka till början av 1700-talet. I Sverige användes sabadillättika fram till 1960-talet.
Att sabadillpreparat slutade användas berodde till del på tillgången på DDT.

## I populärkultur
I Astrid Lindgrens böcker om Madicken förekommer sabadillättika, och även i filmatiseringen Du är inte klok, Madicken som ska utspela sig ungefär 1920.